# Adolfo Elizaincín
Adolfo Esteban Elizaincín Eichenberger (Montevideo, 9 de diciembre de 1944) es un académico y lingüista uruguayo.

## Biografía
En 1973 se licenció en Literatura Española en la Universidad de la República, posteriormente se especializó en Lingüística Hispánica en la Universidad de Puerto Rico (1972). Obtuvo un doctorado en Filología Románica en la Universidad de Tubinga; su tutor fue el lingüista rumano Eugenio Coseriu.
Fue profesor de Lingüística General y Director del Departamento de Psico- y Sociolingüística de la Facultad de Humanidades y Ciencias de la Educación. Fue decano de la institución entre 1997 y 2006.
Desde el 21 de agosto de 2003 integra la Academia Nacional de Letras del Uruguay como miembro de número.
En 2006 fue designado doctor honoris causa por la Universidad de Atenas, Grecia
Actualmente es miembro de la Asociación de Lingüística y Filología de América Latina y editor de la revista Lingüística.
Actualmente pertenece al Sistema Nacional de Investigadores (SNI) de la Agencia Nacional de Investigación e Innovación (ANII) de Uruguay, nivel III (máximo)

## Publicaciones
- Atlas lingüístico diatópico y diastrático del Uruguay (ADDU), Vol. 1 (con Harald Thun). Kiel: Westensee Verlag, 2000
- El español en la Banda Oriental en el siglo XVIII (con Marisa Malcuori y Virginia Bertolotti). Montevideo: Facultad de Humanidades y Ciencias de la Educación, 1997
- Sociolinguistics in Argentina, Paraguay and Uruguay (ed.). Berlín: Mouton/De Gruyter, 1996
- Análisis del discurso. V Jornadas Interdisciplinarias de Lingüística. Montevideo 1987 (Comp., con Irene Madfes). Montevideo: Facultad de Humanidades y Ciencias de la Educación, 1994
- El español de América. Cuadernos bibliográficos. Argentina. Paraguay. Uruguay (con Nélida Esther Donni de Mirande, Germán de Granda Gutiérrez, Magdalena Coll). Madrid: Arco Libros, 1994
- Dialectos en contacto. Español y portugués en España y América. Montevideo: Arca, 1992
- Nos Falemo brasilero. Dialectos portugueses en Uruguay (con Luis Ernesto Behares y Graciela Barrios). Montevideo: Amesur, 1987
- Temas de Psico- y Sociolingüística (con Luis Ernesto Behares). Montevideo: Facultad de Humanidades y Ciencias, 1981
- Estudios sobre el español del Uruguay. I. Montevideo: Universidad de la República, 1981
- Bilingüismo en la Cuenca del Plata. Montevideo: OEA/OAS, 1975.